# Rossana Rossanda

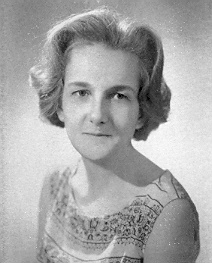
Rossana Rossanda (1963)

Rossana Rossanda (* 23. April 1924 in Pola, Istrien, Königreich Italien; † 20. September 2020 in Rom) war eine italienische Intellektuelle und Schriftstellerin, die in den 1950er und 1960er Jahren an führender Stelle in der Kommunistischen Partei Italiens (KPI) tätig war und 1971 die unabhängige linke Tageszeitung Il Manifesto mitbegründet hat. Sie verstand sich selbst als eine Marxistin in der Tradition von Rosa Luxemburg.

## Leben
Rossana Rossanda wuchs in einem bürgerlichen, in Erziehungsfragen liberal eingestellten Elternhaus auf. Ihr Vater arbeitete als Notar in Pola, doch die Familie verarmte im Zuge der Weltwirtschaftskrise und zog später nach Mailand um. Als Mädchen ging Rossana Rossanda auf das Mailänder Manzoni-Gymnasium. An der Mailänder Universität nahm sie ihr Studium auf. Als junge Studentin der Kunstgeschichte und Philosophie kam sie 1943 durch ihren Lehrer Antonio Banfi in Kontakt mit der antifaschistischen Resistenza, nahm an Partisanenaktionen teil und engagierte sich nach dem Krieg in der KPI. Schon nach kurzer Zeit wurde sie dank ihrer profunden Bildung vom damaligen Parteichef Palmiro Togliatti zur Verantwortlichen für die Kulturpolitik der KPI ernannt. 1959 wurde sie ins Zentralkomitee der Partei aufgenommen und 1963 als Abgeordnete ins Parlament gewählt.
In diesen Jahren ließ sie anfänglich keine Zweifel an der sowjetischen Politik zu. 1953 schwieg Rossanda zum Berliner Aufstand und 1956 zur Niederschlagung des ungarischen Widerstands. Sie setzte sich 1967 für Fidel Castros vorsichtige Loslösung von der Sowjetunion ein, um anschließend von ihm als CIA-Agentin denunziert zu werden.
In den folgenden Jahren geriet sie jedoch immer mehr in Konflikt mit ihrer Partei, deren unentschiedene Haltung gegenüber Moskau und allzu reformistische Politik in Italien sie kritisierte. 1968 veröffentlichte sie einen schmalen Band mit dem Titel L'anno degli Studenti, in dem sie ihre politische Sympathie mit der 68er-Bewegung ausdrückte. Außerdem verurteilte sie den Einmarsch der Warschauer-Pakt-Staaten in die ČSSR und die ambivalente Haltung der KPI-Führung zur Niederschlagung des Prager Frühlings, obwohl Enrico Berlinguer 1969 beim Treffen der kommunistischen Parteien in Moskau das Abschlussdokument, das die Invasion in die ČSSR rechtfertigen sollte, nicht unterschrieben hatte. Im „heißen Herbst“ 1969, auf dem Höhepunkt der italienischen Protest- und Streikbewegung, die längst auf Teile der Arbeiterschaft übergegriffen hatte, gründete Rossanda zusammen mit gleichgesinnten Mitgliedern der KPI (Luigi Pintor, Valentino Parlato, Lucio Magri, Luciana Castellina u. a.) die Zeitschrift Il manifesto, die scharfe Kritik an der aus ihrer Sicht beschwichtigenden Haltung der KPI übte. Daraufhin wurden die Kritiker wegen Linksabweichung aus der KPI ausgeschlossen.
Umso mehr engagierte sich Rossanda nun bei Il manifesto. Aus der intellektuellen Monatszeitschrift machte sie 1971 eine unabhängige linkskommunistische Tageszeitung, deren Linie sie jahrelang prägte. Durch ihre zahlreichen Artikel über politische und kulturelle Fragen aller Art, in denen sie auch vor Kritik an den eigenen Leuten und vor Selbstkritik nicht zurückscheute, gewann Rossana Rossanda sogar unter ihren Gegnern großes Ansehen.
1976, nachdem Versuch der Gruppe Il manifesto, zusammen mit anderen Splittergruppen der Linken eine neue politische Partei zu bilden, in einer vernichtenden Wahlniederlage geendet hatten, zog sich Rossanda aus der aktiven Politik und der Leitung der Tageszeitung zurück, um sich nur noch dem journalistischen und literarischen Schreiben zu widmen. In einem autobiographischen Essay schrieb sie 1979: „Dies sind meine Lebensdaten: mit fünfzehn der Weltkrieg, mit fünfundzwanzig der Kalte Krieg, mit fünfunddreißig die Aufnahme ins Zentralkomitee der größten kommunistischen Partei des Westens, mit fünfundvierzig der Ausschluss aus dieser Partei. Und mit fünfundfünfzig stehe ich nun hier, mitten im Rückfluss einer Flutwelle, deren Auf und Ab ich seit langem kenne und die mich immer wieder mitreißt.“
In dieser Krise hat sich Rossanda auch intensiv und kritisch mit dem Feminismus der 70er und 80er Jahre auseinandergesetzt, was besonders in ihren Büchern Le altre. Conversazioni… (dt. Einmischung. Gespräche mit Frauen…) und Anche per me. Donna… zum Ausdruck kommt. In ihrer 2005 erschienenen Autobiographie La ragazza del secolo scorso (dt. Die Tochter des 20. Jahrhunderts, wörtlich: Das Mädchen des vergangenen Jahrhunderts) hält sie als 80-Jährige Rückschau auf ihre Jugendjahre und ihre Zeit in der KPI bis zum Parteiausschluss 1969, immer unter der Fragestellung, wie und warum jemand wie sie im 20. Jahrhundert überzeugte Kommunistin sein konnte. Der Publizist Hans-Martin Lohmann schrieb darüber (s. u. Weblinks): „Rossandas Buch gewährt nicht nur Einblick in das Binnenleben einer großen kommunistischen Partei, sondern erzählt nebenbei auch die Geschichte der italienischen Nachkriegsgesellschaft und ihres Umgangs mit der Erblast des Faschismus. […] Man wünscht Rossana Rossandas Memoiren verständige Leser, solche, die der herrschende Zynismus noch nicht stumpf gemacht hat.“
Als "wichtige Stimme der unorthodoxen Linken in Italien" wurde Rossanda im Nachruf der taz, für die sie in den späten 1980er- und frühen 1990er-Jahren auch gelegentlich geschrieben hatte, gewürdigt: "Bis zuletzt" sei sie stolz darauf gewesen, "in Zeiten gewirkt zu haben, in denen niemand von der 'postideologischen Ära' redete, in der die großen Ideologien die Politik prägten".

## Werke (Auswahl)
- L'anno degli Studenti, 1968
- Partei und Klasse. Eine Diskussion zwischen Jean-Paul Sartre und Il Manifesto, il manifesto, Rossana Rossanda (Einleitg.) und Jean Paul Sartre, übers. von Ute Lipka und Merve Lowien, Merve, Berlin 1970.
- Der Marxismus von Mao Tse-tung, übers. von Dieter Meyer, Merve, Berlin 1971.
- Il manifesto. Thesen zur Schul- und Hochschulpolitik, zus. mit Luigi Berlinguer, Marcello Cini, Lucio Magri und Ernesto Scelza, übers. von Burkhart Kroeber und Sigrid Vagt, Merve, Berlin 1972.
- Woher kommen die richtigen Ideen der Menschen? Eine Kontroverse zwischen Manifesto und Lotta Continua, zus. mit Lotta Continua, Franco Fortini, Valentino Parlato, Edgardo Pellegrini und Enzo Rutigliano, übers. von Burkhart Kroeber, Merve, Berlin 1972.
- Zur Chinesischen Aussenpolitik, zus. mit Enrica Collotti Pischel, Lisa Foa, Massimo L. Salvadori, Gianni Sofri und Tiziano Terzani, übers. von Claudia Eichenlaub und Barbara Lagler, Merve, Berlin 1972.
- Il marxismo di Mao Tse-tung e la dialettica (mit Charles Bettelheim), 1974.
- Über die Dialektik von Kontinuität und Bruch. Zur Kritik revolutionärer Erfahrungen – Italien, Frankreich, Sowjetunion, Polen, China, Chile (Aufsätze aus il manifesto u. a., ausgew. von R.R.), übers. von Burkhart Kroeber, Suhrkamp, es 687, 1974
- Der lange Marsch durch die Krise (mit Lucio Magri u. a.), ausgew., eingel. und übers. v. Burkhart Kroeber, Suhrkamp, es 823, 1975
- Le altre. Conversazioni a Radiotre sui rapporti tra donne e politica, libertà, fraternità, uguaglianza, democrazia, fascismo, resistenza, stato, partito, rivoluzione, femminismo, 1979 (dt. Einmischung. Gespräche mit Frauen über ihr Verhältnis zu Politik, Freiheit, Gleichheit, Brüderlichkeit, Demokratie, Faschismus, Widerstand, Staat, Partei, Revolution, Feminismus, übers. v. Maja Pflug, Andrea Spingler und Burkhart Kroeber, Europäische Verlagsanstalt, Frankfurt/M. 1980)
- Un viaggio inutile o della politica come educazione sentimentale, 1981 (dt. Vergebliche Reise oder Politik als education sentimentale, übers. v. Barbara Kleiner, Europäische Verlagsanstalt, Frankfurt/M. 1982)
- Anche per me. Donna, persona, memoria dal 1973 al 1986, 1987 (dt. Auch für mich. Aufsätze zu Politik und Kultur, übers. v. Leoni Schröder, Argument-Verlag, Hamburg 1994)
- Appuntamenti di fine secolo (mit Pietro Ingrao), 1995 (dt. Verabredungen zum Jahrhundertende. Eine Debatte über die Entwicklung des Kapitalismus und die Aufgaben der Linken, hrsg. v. Hartwig Heine, übers. v. Marcella Heine u. a., VSA-Verlag, Hamburg 1996)
- La vita breve. Morte, resurrezione, immortalità (mit Filippo Gentiloni), 1996
- Note a margine, 1996
- Brigate rosse. Una storia italiana (Interview mit dem Rotbrigadisten Mario Moretti, von Carla Mosca und R.R.), 1994, rev. 2002 (dt. Brigate Rosse. Eine italienische Geschichte, übers. v. Dario Azzellini, Verlag Libertäre Assoziation, Hamburg 1996, Neuausgabe Assoziation A, Berlin/Hamburg 2006)
- La Ragazza del secolo scorso, 2005 (dt. Die Tochter des 20. Jahrhunderts, übers. v. Friederike Hausmann und Maja Pflug, Suhrkamp, Frankfurt/M. 2007, ISBN 978-3-518-41936-6)

Sonstiges

In den 90er Jahren hat Rossana Rossanda außerdem zwei deutsche Klassiker für die zweisprachige Buchreihe Letteratura universale Marsilio übersetzt:
- Thomas Mann, L’inganno / Die Betrogene, Venedig 1994.
- Heinrich von Kleist, Il Principe di Homburg / Prinz Friedrich von Homburg, Venedig 1996.